# Гартово (Большесельский район)
Гартово — деревня в Большесельском сельском поселении Большесельского района Ярославской области.
Деревня Гартова указана на плане Генерального межевания Рыбинского уезда 1792 года.

## Население
По данным статистического сборника «Сельские населенные пункты Ярославской области на 1 января 2007 года», в деревне Гартово проживает 12 человек. По топокарте на 1981 год в деревне проживало 0,04 тыс. человек.

## География
Деревня расположена в центральной части района, на расстоянии около 5 км к северо-востоку от Большого села. Она стоит на удалении около 1 км к западу от дороги, ведущей от Большого села через станцию Лом к федеральной трассе Р151 Ярославль—Рыбинск. Деревня стоит на открытом пространстве, рядом с ней стоят деревни Кулыново, к юго-западу, и Стрябково, к северо-западу. К западу от деревни заболоченный лес, окружающий посёлок Дунилово. Многочисленные осушительные канавы в этом лесу сбрасывают воды в протекающую юго-западнее реку Курбица.